# Monte Ezpelarri
El monte Ezpelarri está situado en el municipio vizcaíno de Alonsotegi. La cima del monte está situada a 362 m s. n. m.. Es una montaña compuesta principalmente de roca, y aparte de ser a veces usada para practicar la escalada, es posible subir también andando por la cara suroeste. A menudo no es considerado un monte porque es conocido por poca gente, pero el buzón que tiene en su cima lo ratifica como monte.

## El nombre
El nombre Ezpelarri es muy probable que venga del euskera ezpel (arbusto llamado boj) y (h)arri (roca en euskera). 
- Datos: Q48781987